# 성강의 치
성강의 치(成康之治)는 중국 주나라의 성왕, 강왕의 통치 기간(기원전 1043년 ~ 기원전 996년경)을 나타낸다. 사서에 '성강의 치세에 천하가 안정되어 40여년간 형벌을 행하지 않았다'라고 기록된 안정된 치세였다고 전해진다.
성왕의 재위 기간 중에 성왕이 어렸기 때문에 주공 단이 섭정이 되었고 관채의 난을 평정하였으며 봉건 정도를 확립해 주 왕조의 통치 체제를 확립했던 시기였다.